# إدموندو أبوليناريو
إدموندو أبوليناريو هو لاعب كرة قدم برازيلي، ولد في 19 مارس 1999 يلعب في نادي دبا الفجيرة.